# Frank Montague Moore
Frank Montague Moore est un peintre et le premier directeur de l'Honolulu Museum of Art. Il est né le 14 novembre 1877 à Taunton, en Angleterre, et a étudié à la Liverpool Art School et au Royal Institute. Il a émigré aux États-Unis et pris d'autres leçons de peinture de Henry Ward Ranger. En 1910, il travaille comme acheteur pour Hawaii Plantations. Il devient le premier directeur de l'Honolulu Museum of Art en 1924, mais démissionne en 1927, peu avant l'ouverture du musée. En 1928, il quitte Hawaï pour la Californie, où il peint 41 murales intitulées collectivement Picture Bridge pour l'hôtel Huntington (en) à Pasadena et de nombreuses peintures de chevalet représentant des paysages californiens. Moore est mort à Carmel-by-the-Sea (Californie) le 5 mars 1967.
L'Auckland War Memorial Museum et l'Honolulu Museum of Art possèdent des peintures de Moore.